# Route nationale 850 (Turquie)
Pour les articles homonymes, voir D850 et Route nationale 850 (homonymie).
 (juillet 2025).
Si vous disposez d'ouvrages ou d'articles de référence ou si vous connaissez des sites web de qualité traitant du thème abordé ici, merci de compléter l'article en donnant les références utiles à sa vérifiabilité et en les liant à la section « Notes et références ».
 (juillet 2025).
Le contenu est difficilement compréhensible vu les erreurs de traduction, qui sont peut-être dues à l'utilisation d'un logiciel de traduction automatique.
La route nationale D.850 est une route nationale en Turquie.

## Description
La route commence à Ünye (province d'Ordu) sur la côte de la mer Noire et se termine au poste-frontière d'Öncüpınar (Kilis), à la frontière syrienne,.
Elle traverse les provinces d'Ordu, Tokat, Sivas, Malatya, Gaziantep et Kilis.
La route est composée de 5 sections distinctes et de 15 segments. Sa longueur totale est de 758 km. Selon les données de 2025, 561 km de cette route sont en voie double.
C'est l'une des 5 principales routes nationales suivant l’axe nord-sud en Turquie. La route comporte 11 tunnels à double tube, pour une longueur totale de 5135/5110 m.

## Itinéraire complet
La route nationale D 850 traverse les villes suivantes entre Ünye et Öncüpınar, et les carrefours importants et les directions des autoroutes où ils bifurquent sont indiqués ci-dessous :
| Ville     | Carrefour                           |
| --------- | ----------------------------------- |
| Ünye      | D 010                               |
| Akkuş     |                                     |
| Niksar    | D 100                               |
| Tokat     | D 180                               |
| Yıldızeli | D 200                               |
| Ulaş      | D 260                               |
| Kuruayşe  | D 260                               |
| Hekimhan  | D 300                               |
| Yazıhan   | D 330                               |
| Malatya   |                                     |
| Gölbaşı   | D 360                               |
| Besni     |                                     |
| Araban    |                                     |
| Yavuzeli  |                                     |
| Gaziantep | Otoyol 52 (Adana-Şanlıurfa Otoyolu) |
| Gaziantep | D 400                               |
| Gaziantep | Otoyol 54 (Güney Çevre Otoyolu)     |
| Kilis     | D 410                               |
| Öncüpınar | Frontière syrienne                  |